# Аладино (Ивановская область)
 Аладино — деревня в Лежневского районе Ивановской области. Входит в состав Шилыковского сельского поселения.

## География
Находится в юго-западной части Ивановской области на расстоянии приблизительно 13 км на север-северо-запад по прямой от районного центра поселка Лежнево.

## История
В 1859 году здесь (тогда деревня Ковровского уезда Владимирской губернии) было учтено 3 двора.

## Население
Постоянное население составляло 16 человека (1859 год), 10 в 2002 году (русские 90 %), 14 в 2010.